# ستيفاني غريس يونغ
ستيفاني غريس يونغ (بالإنجليزية: Stephanie Grace Young)‏ هي مديرة مدرسة نيوزيلندية، ولدت في 1890 في Stroud ‏ في المملكة المتحدة، وتوفيت في 1983.